# Na Rosa

Na Rosa (en roig) al comtat de Donegal

Na Rosa (en anglès, The Rosses; alternativament Na Rosann) és una regió geogràfica i social a l'oest del comtat de Donegal, a la República d'Irlanda, amb una població d'uns 7.000 habitants centrats al voltant de la vila de An Clochán Liath, que actua com a centre educatiu, comercial i civil de l'àrea. Definida per fronteres físiques en forma de rius, així com per la història i l'ús de la llengua, l'àrea té una identitat diferenciada, separada de la resta de Donegal. L'extensa regió es troba entre la parròquia de Gaoth Dobhair al nord i la ciutat de Na Gleanntaí al sud. La major part de Na Rosa és una Gaeltacht, on el gaèlic irlandès és la llengua vehicular. Na Rosa, Cloch Cheann Fhaola i Gaoth Dobhair, conegudes localment com "les tres parròquies" amb 16.000 gaelòfons, formen plegades una regió socialment i cultural diferent de la resta del país, amb Gaoth Dobhair com a centre dinamitzador de l'edonomia. Gaeltacht an Láir és una altra àrea parlant d'irlandès.

## Zones de parla irlandesa
Les divisions electorals de l'àrea, amb el percentatges de parlants d'irlandès, són: 
1. An Clochan Liath (1,785) (15%)
2. Anagaire (2,138) (55%)
3. Arainn Mhor (529) (62%)
4. Inis Mhic an Doirn (1,410) (9%)
5. An Duchoraidh (78) (34%)
6. Leitir Mhic an Bhaird (650) (19%)
7. An Machaire (615) (15%)
8. Cro Bheithe (170) (60%)

## Història
Na Rosa ha estat habitada des de temps immemorials, i l'església de Sant Crona a Termon (vora Dungloe), data del segle vi. Es troba en el lloc del monestir fundat per Sant Crona, un cosí del sant reial Columcille, fundador de l'assentament monàstic de l'abadia d'Iona, i centre de la parròquia de Templecrone.

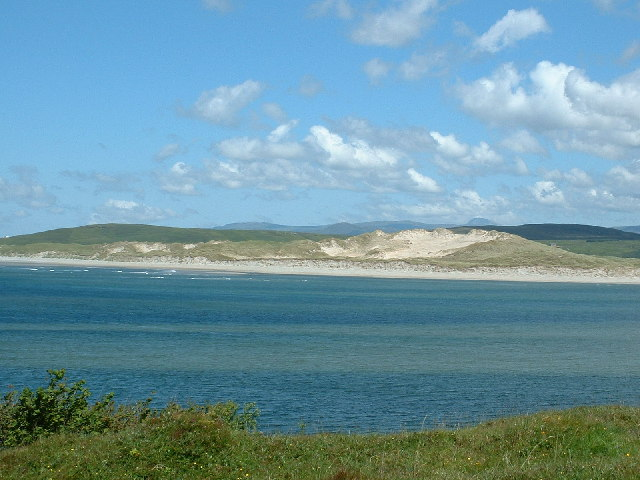
Dunes de sorra a Leitir.

En el segle xvi uns vaixells de l'Armada Espanyola embarrancaren a la costa.

## Townlands a Rosa
- Annagry (Anagaire)
- Braade (An Bhráid)
- Burtonport (Ailt an Chorráin)
- Carrickfinn (Carraig Fhinne o Carraig Fhinn)
- Crolly (Croithlí)(la meitat es troba a Gaoth Dobhair)
- Doochary (An Dúchoraidh)
- Dungloe (An Clochán Liath)
- Keadue (Céideadh)
- Kincasslagh (Cionn Caslach)
- Lettermacaward/Leitir (Leitir Mhic an Bhaird)
- Loughanure (Loch an Iúir)
- Maghery (An Mhachaire)
- Meenbanad (Meenbanad )
- Mullaghduff (Mullach Dubh)
- Ranafast (Rann na Feirste)
- Roshine

## Illes
- Arranmore (Árainn Mhór)
- Cruit (An Chruit)
- Iniscaoragh (Inis Caorach)
- Inisfree (Inis Fraoigh)
- Owey Island (Oileán Uaighe)

## Personatges
- Packie Bonner, porter de futbol
- Goats Don't Shave, grup musical
- Niall Ó Donaill, lexicògraf
- Peadar O'Donnell, socialista i escriptor
- Séamus Ó Grianna, autor
- Seosamh Mac Grianna, autor
- Skara Brae, grup musical